# Amphithalea concava
Amphithalea concava är en ärtväxtart som beskrevs av Granby. Amphithalea concava ingår i släktet Amphithalea och familjen ärtväxter. Inga underarter finns listade i Catalogue of Life.